# غاري مكاي
غاري مكاي (بالإنجليزية: Gary McKay)‏ هو كاتب سير ذاتية أسترالي، ولد في 1947.